# Heriades wilmattae
Heriades wilmattae är en biart som beskrevs av Cockerell 1931. Heriades wilmattae ingår i släktet väggbin, och familjen buksamlarbin. Inga underarter finns listade i Catalogue of Life.